# Венера в мехах (фильм Массимо Далламано, 1969)
«Венера в мехах» (итал. Venere in pelliccia) — итальянско-немецкая эротическая драма режиссёра Массимо Далламано. Фильм является осовремененной экранизацией романа Леопольда фон Захер-Мазоха 1870 года «Венера в мехах». Фильм был снят в 1969 году и выпущен специально для немецкого проката. В 1973 году фильм впервые вышел в Италии, но сразу же конфискован властями. В 1975 году, после больших цензурных изменений, он был снова выпущен в Италии под названием Le malizie di Venere.

## Сюжет
Молодой писатель Северин отдыхает в пансионе, где пишет свою новую книгу. В пансион въезжает фотомодель Ванда Дунаева, демонстративно не обращающая внимание на Северина. Когда он наблюдает за Вандой через отверстие в стене, образ обнажённой девушки в мехах вызывает в его памяти детское воспоминание, как он подглядывал за служанкой и шофёром. После того, как служанка поймала Северина за подсматриванием, она его сильно ударила, но прислонив к груди, что пробудило в мальчике склонность к мазохизму. На следующий вечер он видит, как Ванда занимается сексом с другим мужчиной, это доставляет ему боль и удовольствие, и Северин решается подойти к Ванде. Через некоторое время они женятся, и Северин предлагает Ванде провести медовый месяц в богатом удалённом доме на Коста-Брава, где она играла бы роль хозяйки, а он — роль её шофёра.

## В ролях
| Актёр           | Роль                    |
| --------------- | ----------------------- |
| Лаура Антонелли | Ванда Дунаева           |
| Реджи Валле     | Северин                 |
| Лорен Эвинг     | Бруно                   |
| Рената Каше     | Грация                  |
| Вернер Почат    | Андреми (молодой рыбак) |
| Мэди Рал        | Хельга                  |
| Хосиль Ракель   | Кармен                  |
| Майкл Кролл     | художник                |
| Фред Ньюман     | садовник                |

Версия 1975 года
| Актёр           | Роль                    |
| --------------- | ----------------------- |
| Лаура Антонелли | Ванда Дунаева           |
| Реджи Валле     | Северин                 |
| Лорен Эвинг     | Бруно                   |
| Рената Каше     | Грация                  |
| Вернер Почат    | Андреми (молодой рыбак) |
| Мэди Рал        | Хельга                  |
| Вольф Аква      | Гершван                 |
| Петер Хеег      | психиатр                |
| Джакомо Фуриа   | адвокат                 |
| Хосиль Ракель   | Кармен                  |
| Майкл Кролл     | художник                |
| Фред Ньюман     | садовник                |